# De schildersweduwe
De schildersweduwe is een schilderij door de Brits-Nederlandse schilderes Kate Bisschop-Swift in het Fries Museum in Leeuwarden.

## Voorstelling
Het stelt een vrouw voor staand bij een schildersezel waarop een schilderij staat. De vrouw is in rouw. Ze is gekleed in het zwart en ze droogt haar tranen. Aan het schilderij op de schildersezel hangt een rouwkrans. Het meisje voor haar probeert haar te troosten. De vrouw draagt om haar vinger een gouden trouwring. Het gaat hier dus om de weduwe van een kunstschilder, die treurt om het verlies van haar man. De schilderes, Kate Bisschop-Swift, was zelf getrouwd met een schilder. De voorstelling is echter niet autobiografisch. Haar man overleed in 1904, 34 jaar na het ontstaan van het schilderij.

## Toeschrijving en datering
Het schilderij is rechtsonder gesigneerd en gedateerd ‘Kate Biſschop-Swift / 1870’.

## Herkomst
Het werk is afkomstig uit de verzameling van baron Reinhard Boelens van Lynden (1827-1896), die in juni 1899 een deel van zijn verzameling bestaande uit 39 werken naliet aan het Rijksmuseum in Amsterdam. In 2003 gaf het Rijksmuseum het werk in bruikleen aan het Fries Museum in Leeuwarden.